# 索尔河畔康布内
索尔河畔康布内（法語：Cambounet-sur-le-Sor，法語發音：[kɑ̃bunɛ syʁ lə sɔʁ]）是法国奧克西塔尼大區塔恩省的一个市镇，属于卡斯特尔区。

## 地理
索尔河畔康布内（43°34'37"N, 2°6'46"E）面积7.65 平方千米，位于法国奧克西塔尼大區塔恩省，该省份为法国南部内陆省份，北起顺时针与阿韦龙省、埃罗省、奥德省、上加龙省和塔恩-加龙省接壤。
与索尔河畔康布内接壤的市镇（或旧市镇、城区）包括：圣日耳曼德普雷、萨伊斯、塞马朗斯、苏阿勒、维维耶莱蒙塔涅。

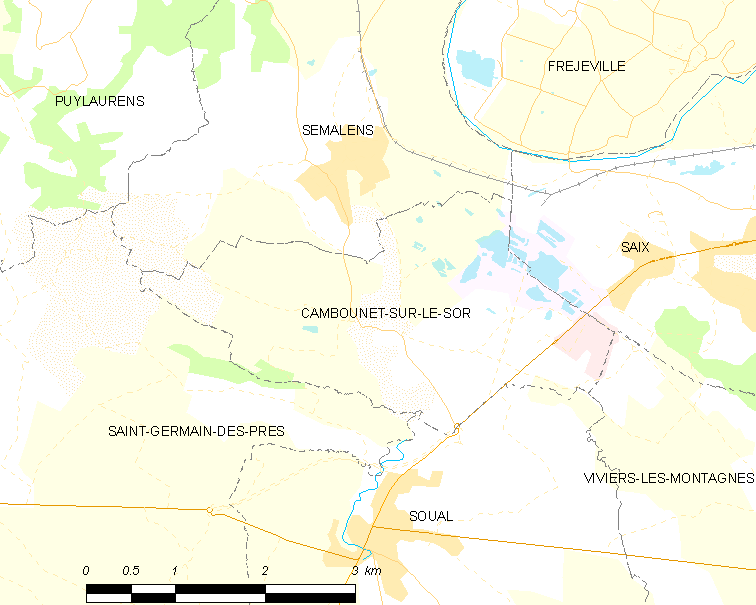
索尔河畔康布内的OSM定位图

索尔河畔康布内的时区为UTC+01:00、UTC+02:00（夏令时）。

## 行政
索尔河畔康布内的邮政编码为81580，INSEE市镇编码为81054。

## 政治
索尔河畔康布内所属的省级选区为勒帕斯泰勒县。

## 人口

1962-2008年间索尔河畔康布内人口变化图示

索尔河畔康布内于2022年1月1日时的人口数量为972人。